# Эридиктиол
Эриодиктиол ((2S)-2-(3,4-Dihydroxyphenyl)-5,7-dihydroxy-4-chromanone, также известен как Eriodictiol) — природное биохимическое вещество группы флавоноидов, относится к классу флавононы (производные флавона), это горький маскирующий флавонон, флавоноид извлекается из yerba santa (Eriodictyon californicum), растения, произрастающего в Северной Америке.
Эриодиктиол является одним из четырех флавононов, найденых в этом растении обладающих изменяющими вкус свойствами, три других — это гомоэриодиктиол, его натриевая соль и стерубин.
Эриодиктиол также встречается в ветках Millettia duchesnei, в Eupatorium arnottianum, и его гликозидах (эриоцитрин), в лимонах и шиповнике (Rosa canina).

## Биологическая активность
Было доказано, что он обладает многими фармакологическими эффектами, такими как антиоксидантное, противовоспалительное и нейропротекторное действие, потенциальный кандидат для лечения глиобластомы. Эриодиктиол может эффективно подавлять канцерогенез молочной железы in vitro и in vivo. 
Эриодиктиол защищает клетки кожи от фотоповреждений, вызванных УФ-излучением, путем ингибирования сигнального пути MAPK, оказывает омолаживающие действие на кожу. Эриодиктиол имеет потенциал для использования в качестве УФ-фильтра в солнцезащитных лосьонах.
Сообщается, что эриодиктиол, как соединение с высокой селективностью по отношению к раковым клеткам через TNFR1, следует дополнительно изучить его потенциал для терапии рака.
Эриодиктиол может быть новым профилактическим средством для остеоартроза. Однако текущие результаты, полученные in vitro, могут не соответствовать ситуации in vivo.
Обнаружено защитное действие эриодиктиола на повреждение почек, вызванное цисплатином.
Эриодиктиол ослабляет степень воспаления сетчатки и перекисное окисление липидов плазмы, сохраняя гемато-ретинальный барьер у крыс с ранним диабетом.